# Karel Hromádka
Karel Hromádka (ur. 23 kwietnia 1887, zm. 16 lipca 1956) – czechosłowacki szachista.
Reprezentował Czechosłowację na I Olimpiadzie Szachowej w Londynie w 1927. Był dwukrotnym złotym (1913, 1921), jak również srebrnym (1911) i brązowym (1927) medalistą indywidualnych mistrzostw Czechosłowacji.
Odniósł kilka sukcesów w turniejach międzynarodowych, m.in. w Kolonii (1911, dz. II-V m.), Wiedniu (1913, I m.) oraz Paryżu (1924, I m. w drugiej grupie).
Wniósł wkład w rozwój teorii szachowej, jego nazwiskiem nazwane są warianty m.in. w obronie Benoni oraz obronie królewsko-indyjskiej.
Według retrospektywnego systemu Chessmetrics, najwyżej sklasyfikowany był w maju 1922 r., zajmował wówczas 27. miejsce na świecie.